# Paullinia
Paullinia is een geslacht van kleine bomen, struiken en lianen uit de zeepboomfamilie (Sapindaceae). De soorten komen voor in tropisch Zuid-Amerika, Centraal-Amerika en het Caraïbisch gebied.

## Soorten (Selectie)
- Paullinia acuminata Uittien
- Paullinia acutangula Pers.
- Paullinia alata (Ruiz & Pav.) G.Don
- Paullinia barbadensis Jacq.
- Paullinia bilobulata Radlk.
- Paullinia boliviana Radlk. ex Rusby
- Paullinia bracteosa Radlk.
- Paullinia brentberlinei Croat
- Paullinia caloptera Radlk.
- Paullinia clathrata Radlk.
- Paullinia clavigera Schltdl.
- Paullinia cuneata Radlk.
- Paullinia cupana Kunth
- Paullinia cururu L.
- Paullinia dasystachya Radlk.
- Paullinia elegans Cambess.
- Paullinia eriocarpa Triana & Planch.
- Paullinia faginea Radlk.
- Paullinia fuscescens Kunth
- Paullinia grandifolia Benth. ex Radlk.
- Paullinia hemiptera D.R.Simpson
- Paullinia hystrix Radlk.
- Paullinia imberbis Radlk.
- Paullinia ingifolia Rich. ex Juss.
- Paullinia leiocarpa Griseb.
- Paullinia macrophylla Cambess.
- Paullinia mariae J.F.Macbr.
- Paullinia neglecta Radlk.
- Paullinia obovata (Ruiz & Pav.) Pers.
- Paullinia pachycarpa Benth.
- Paullinia pendulifolia Rusby
- Paullinia pinnata L.
- Paullinia platymisca Radlk.
- Paullinia quercifolia Rusby
- Paullinia rhizantha Poepp. & Endl.
- Paullinia ribesiicarpa Rusby
- Paullinia riparia Kunth
- Paullinia rugosa Benth. ex Radlk.
- Paullinia sphaerocarpa Rich. ex Juss.
- Paullinia spicata Benth.
- Paullinia stellata Radlk.
- Paullinia subnuda Radlk.
- Paullinia tarapotensis Radlk.
- Paullinia tatei Rusby
- Paullinia thalictrifolia Juss.
- Paullinia tricornis Radlk.
- Paullinia trigonia Vell.
- Paullinia turbacensis Kunth
- Paullinia yoco R.E.Schult. & Killip

... · 
Acer (Esdoorn) · 
Aesculus (Paardenkastanje) · 
Alectryon · 
Allophylus · 
Atalaya · 
Dimocarpus · 
Harpullia · 
Litchi (Lychee) · 
Paullinia · 
Sapindus (Zeepnotenboom) · 
Talisia · 
Zanha · 
...